# Khan Research Laboratories
I Khan Research Laboratories, precedentemente noti in varie epoche come Project-706, Engineering Research Laboratories e Kahuta Research Laboratories, sono un istituto di ricerca nazionale multi-programma del governo pakistano, gestito e controllato delle forze armate pakistane, situato a Kahuta, distretto di Rawalpindi, Punjab. I laboratori sono una delle maggiori istituzioni scientifiche e tecnologiche del Pakistan e conducono ricerche e sviluppi multidisciplinari in settori quali la sicurezza nazionale, l'esplorazione dello spazio e il supercalcolo.
Il KRL è famoso soprattutto per la sua ricerca, sviluppo e produzione di uranio altamente arricchito (HEU), che utilizza metodi tecnologici di centrifuga a gas (tipo Zippe) approssimativamente basati sul modello del Gruppo Urenco, la tecnologia apportata dal Dr. Abdul Qadeer Khan, che lavorava lì come scienziato senior. Sin dal suo inizio, sono stati impiegati molti membri del personale tecnico, principalmente fisici e matematici, assistiti da ingegneri (sia militari che civili), chimici e scienziati dei materiali. Scienziati e ingegneri professionisti sono inoltre delegati a visitare questo istituto dopo essere stati sottoposti a una stretta e rigorosa selezione e controllo dei precedenti, per partecipare come visitatori a progetti scientifici.
Durante la metà degli anni '70, i laboratori furono la pietra angolare della prima fase del progetto di bomba atomica del Pakistan, essendo uno dei vari siti in cui furono intraprese le ricerche scientifiche classificate sulle bombe atomiche.